# David Don
David Don (Forfarshire, 21 dicembre 1799 – 15 dicembre 1841) è stato un botanico scozzese.

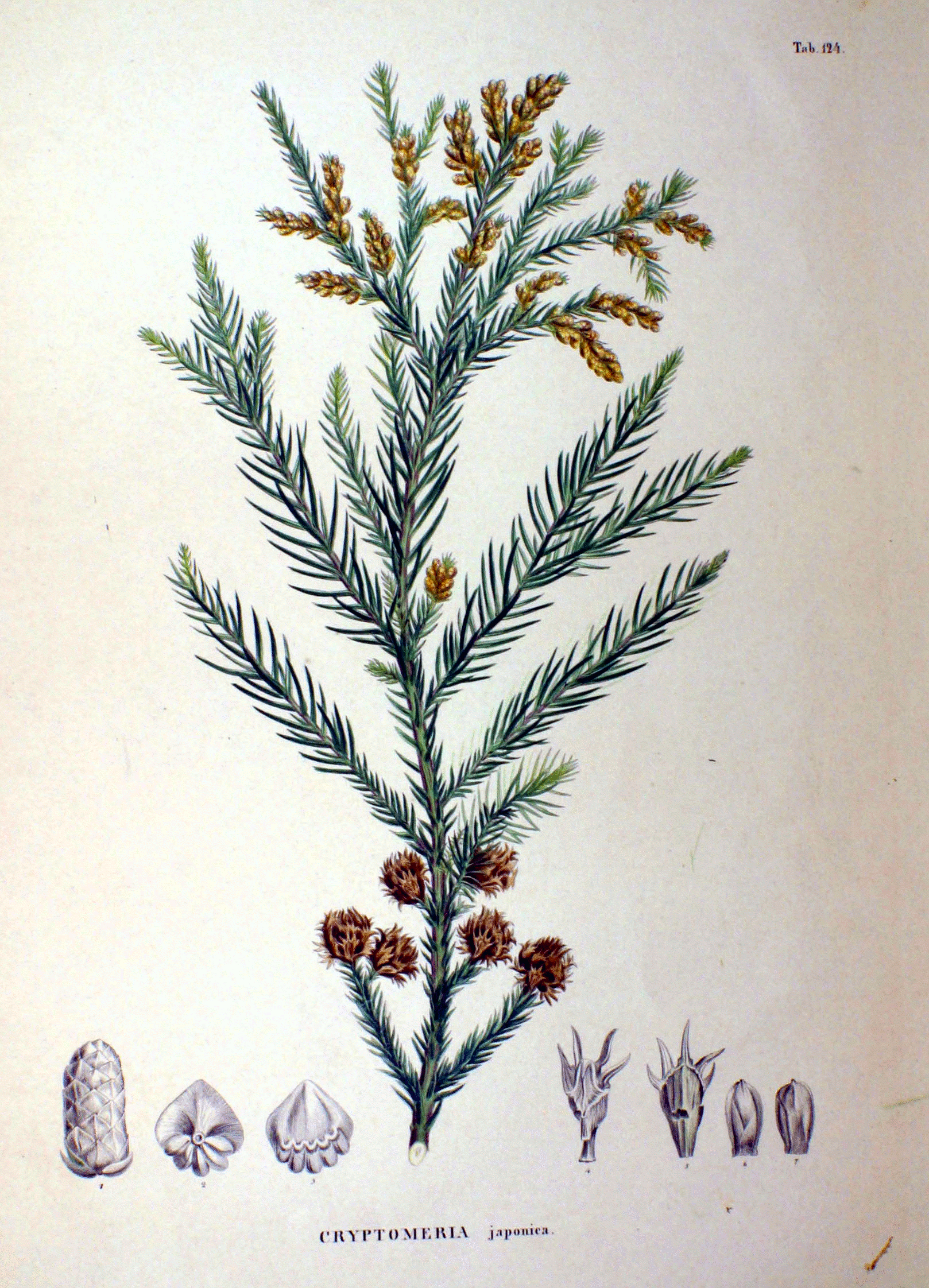

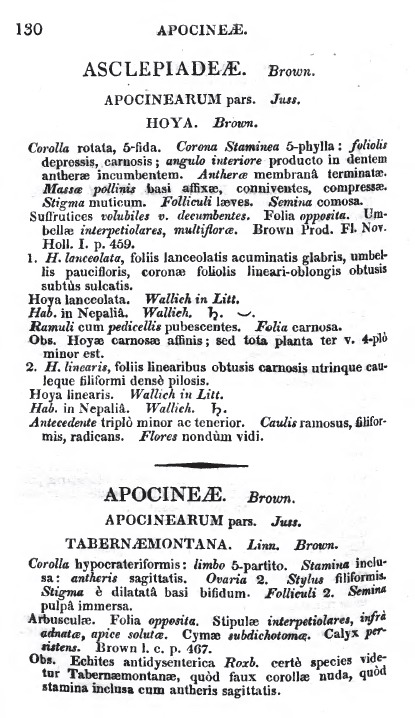

Insegnò botanica al King's College di Londra dal 1836 al 1841 e fu bibliotecario della Linnean Society of London dal 1822 al 1841.
Descrisse molte delle principali conifere scoperte nella sua epoca, tra cui le seguenti:
- Sequoia della California (Sequoia sempervirens)
- Abete di Vancouver (Abies grandis)
- Abete di Santa Lucia (Abies bracteata)
- Pino di Coulter (Pinus coulteri)
- Cedro rosso del Giappone (Cryptomeria japonica)

Diede la denominazione al genere di orchidee Pleione (1825).
Per conto del botanico inglese Aylmer Bourke Lambert, del quale era bibliotecario, compilò nel 1825 Prodromus florae nepalensis, un trattato sulle specie botaniche del Nepal compilato sulla base di esemplari raccolti dai botanici Nathaniel Wallich e Francis Hamilton nel giardino botanico di Calcutta.
Era fratello minore di George Don, anch'egli un botanico.